# Spaltfußgans

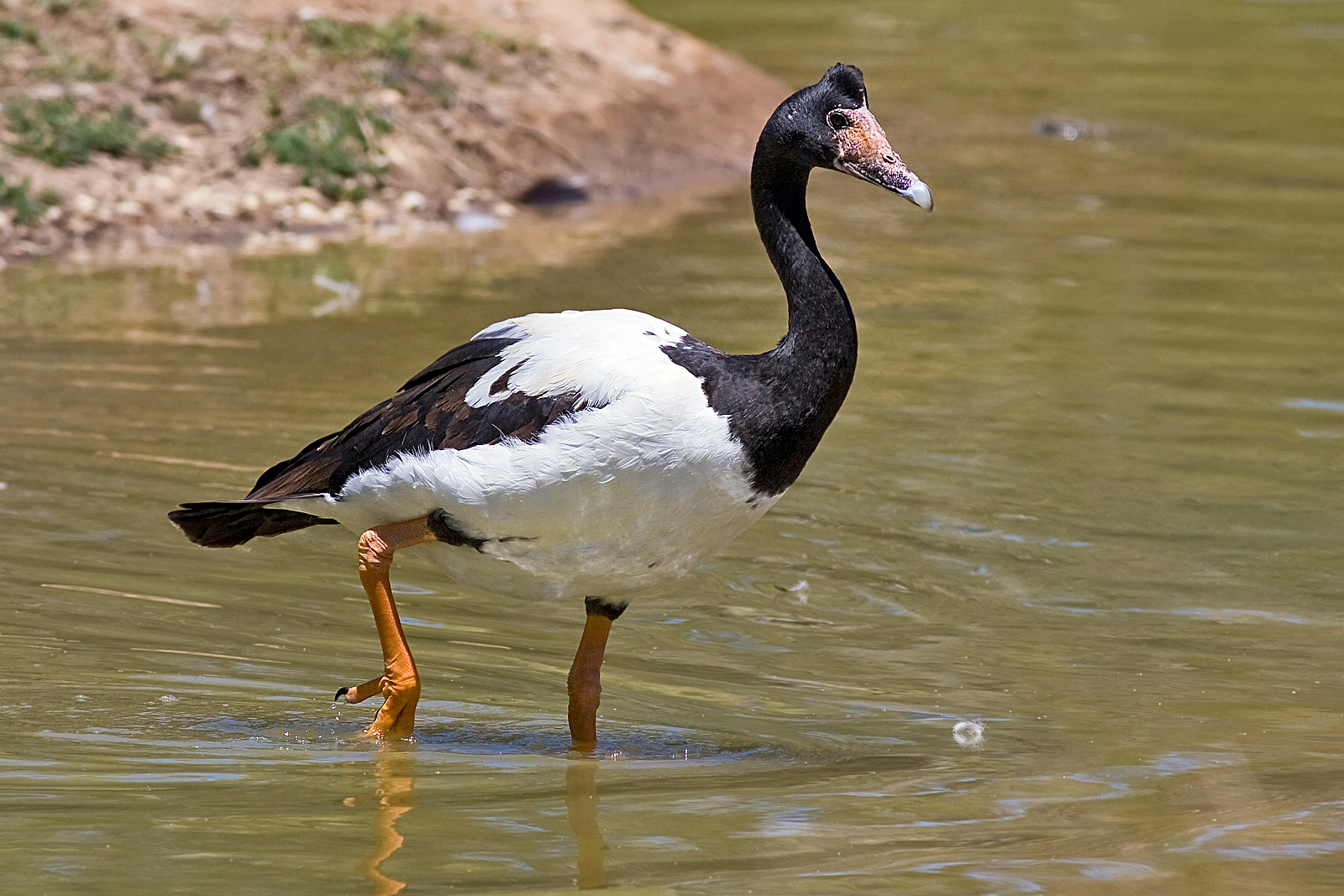
Männchen mit auffälligem Stirnhöcker

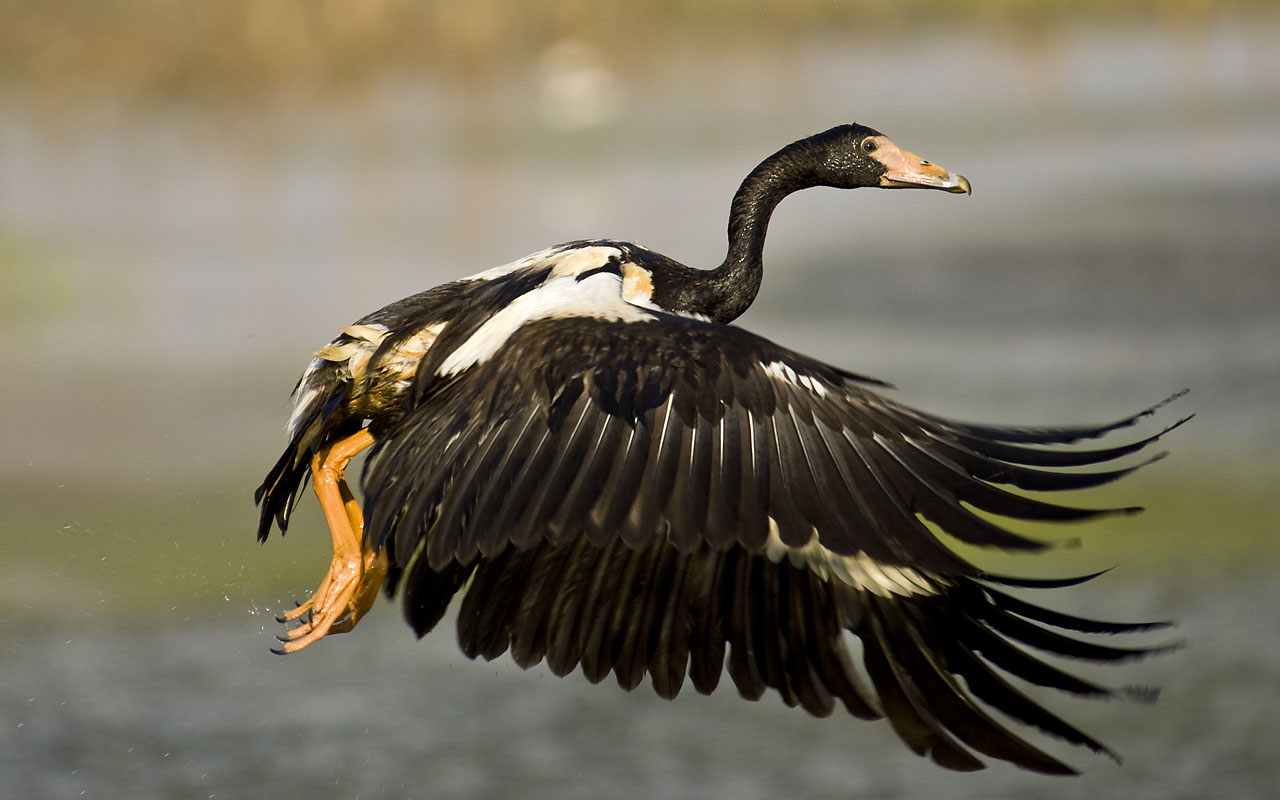
Auffliegende Spaltfußgans

Die Spaltfußgans (Anseranas semipalmata) ist die einzige Art der Familie Anseranatidae aus der Ordnung der Gänsevögel. Der auffällige, schwarz-weiß gefiederte Gänsevogel kommt ausschließlich in Australien und im Süden Neuguineas vor. Spaltfußgänse waren im tropischen Nordaustralien früher in großen Schwärmen zu beobachten, die mitunter bis zu 80.000 Individuen zählten. Ihre Zahl ist jedoch aufgrund großräumiger Entwässerungen zurückgegangen und in Australien ist die Art mittlerweile weitgehend geschützt. Trupps mit bis zu 5.000 Individuen werden jedoch noch regelmäßig gesehen.
Die IUCN stuft die Spaltfußgans als nicht gefährdet (least concern) ein. Der Bestand wird auf eine Million geschlechtsreifer Individuen geschätzt.

## Erscheinungsbild
Die Männchen der Spaltfußgans erreichen eine Körperlänge von 75 bis 90 Zentimetern. Ihre Flügelspanne beträgt 130 bis 180 Zentimeter und sie wiegen durchschnittlich 2,8 Kilogramm. Weibchen bleiben etwas kleiner und erreichen eine Flügelspanne von 125 bis 165 Zentimeter. Sie wiegen durchschnittlich 2 Kilogramm. Neben dem deutlich größeren und auffälligeren Stirnhöcker des Männchens ist der Größenunterschied der einzige auffällige Sexualdimorphismus, das Gefieder der beiden Geschlechter unterscheidet sich nicht.
Das Gefieder ist am Hals, Kopf, Beinansatz und an den Flügelspitzen schwarz, ansonsten weiß, Beine und Füße haben eine orange Farbe. Zu den besonderen Charakteristiken zählt, dass Spaltfußgänse während der Mauser nicht wie andere Gänse flugunfähig werden, da die relevanten Flügelfedern nacheinander und nicht gleichzeitig ersetzt werden.
Frisch geschlüpfte Küken der Spaltfußgans sind am Kopf und am Hals zimtrot. Ihr Rumpf ist auf der Oberseite einfarbig dunkelbraun, der Bauch dagegen fast weiß. Der Schnabel und die Beine sind anfangs weinrot und färben sich nach drei bis fünf Tagen in ein Bleigrau beziehungsweise in Gelb um. Jungvögel sind zunächst stumpf schwarzgrau, ihre Bauchseite ist weiß. Der Schnabel ist schwarz und die Beine sind blass rot. Der auffällige Stirnhöcker fehlt ihnen noch.

## Fortbewegung
Spaltfußgänse können gut schwimmen, bewegen sich dabei aber sehr langsam fort und liegen sehr hoch im Wasser. An Land sind sie sehr beweglich, typisch für sie ist ein Hochstrecken des Kopfes, wenn etwas ihre Aufmerksamkeit erregt hat. Im Flug ist der Hals sehr weit nach vorne gestreckt. Sie gleiten nur in den Sekunden unmittelbar vor der Landung. Auf längeren Strecken bilden Trupps von Spaltfußgänsen eine V-Formation.

## Verbreitung und Lebensraum
Spaltfußgänse zählen zur Fauna Australiens. Die Spaltfußgans kommt in Neuguinea und im küstennahen nordöstlichen Australien vor. Für Tasmanien gab es zwei gesicherte Beobachtungen aus dem Jahr 1888; 1979 wurden erstmals wieder Spaltfußgänse auf Tasmanien beobachtet. Sie stammen möglicherweise von Vögeln ab, die im australischen Bundesstaat Victoria ausgewildert worden sind. Die Spaltfußgans besiedelt heute vor allem Regionen mit monsunartigen Regenfällen, dabei ist sie nur selten mehr als 300 Kilometer von der Küstenlinie entfernt. Früher war die Spaltfußgans auch in den gemäßigten Klimazonen im Südosten Australiens verbreitet. Während der Monsunzeiten nutzt sie die Überschwemmungsflächen, um dort zu brüten und nach Nahrung zu suchen. In der Trockenzeit konzentrieren sich Spaltfußgänse an permanenten Gewässern. Typische Lebensräume sind weiträumig versumpfte Niederungen und Mündungsgebiete von Flüssen. Innerhalb ihres Verbreitungsgebietes wandern Spaltfußgänse abhängig von der Verfügbarkeit von Nahrung und Wasserstand. Anhand beringter Spaltfußgänse konnten Wanderungen einzelner Vögel von mehr als 500 Kilometern nachgewiesen werden, die meisten Vögel wurden jedoch nicht weiter als 100 Kilometer vom ursprünglichen Beringungsort gefunden.

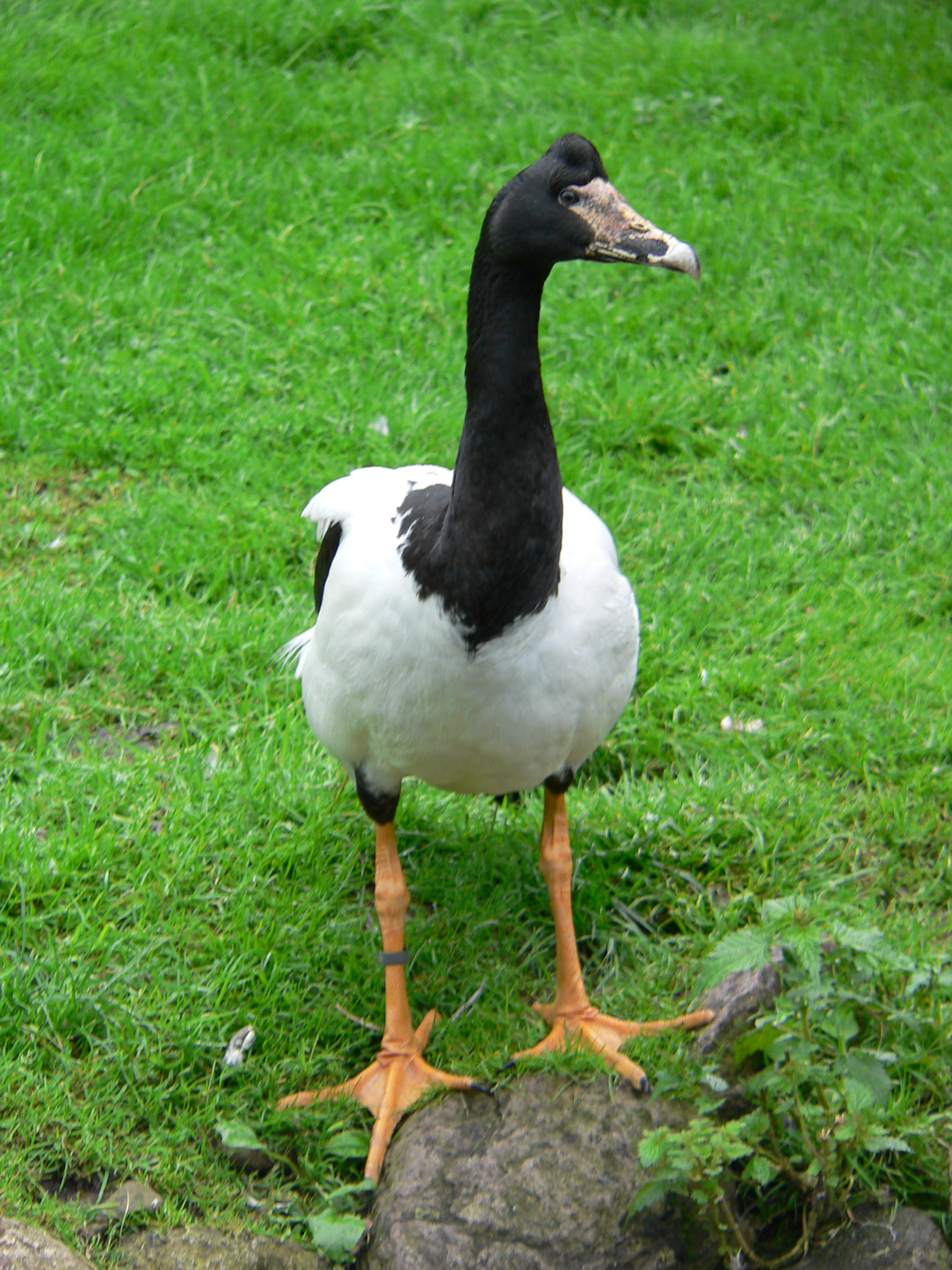

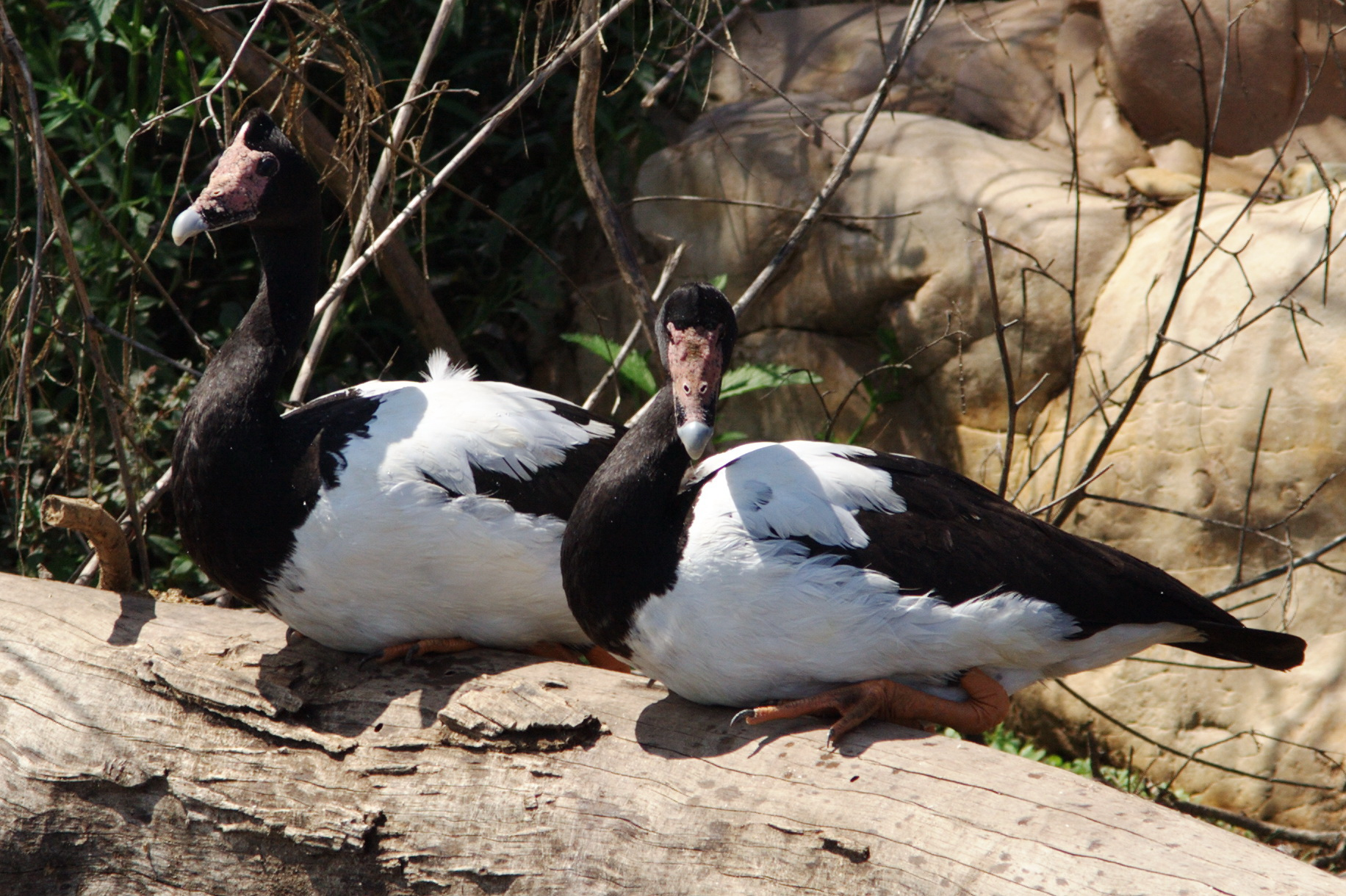
Ruhende Spaltfußgänse

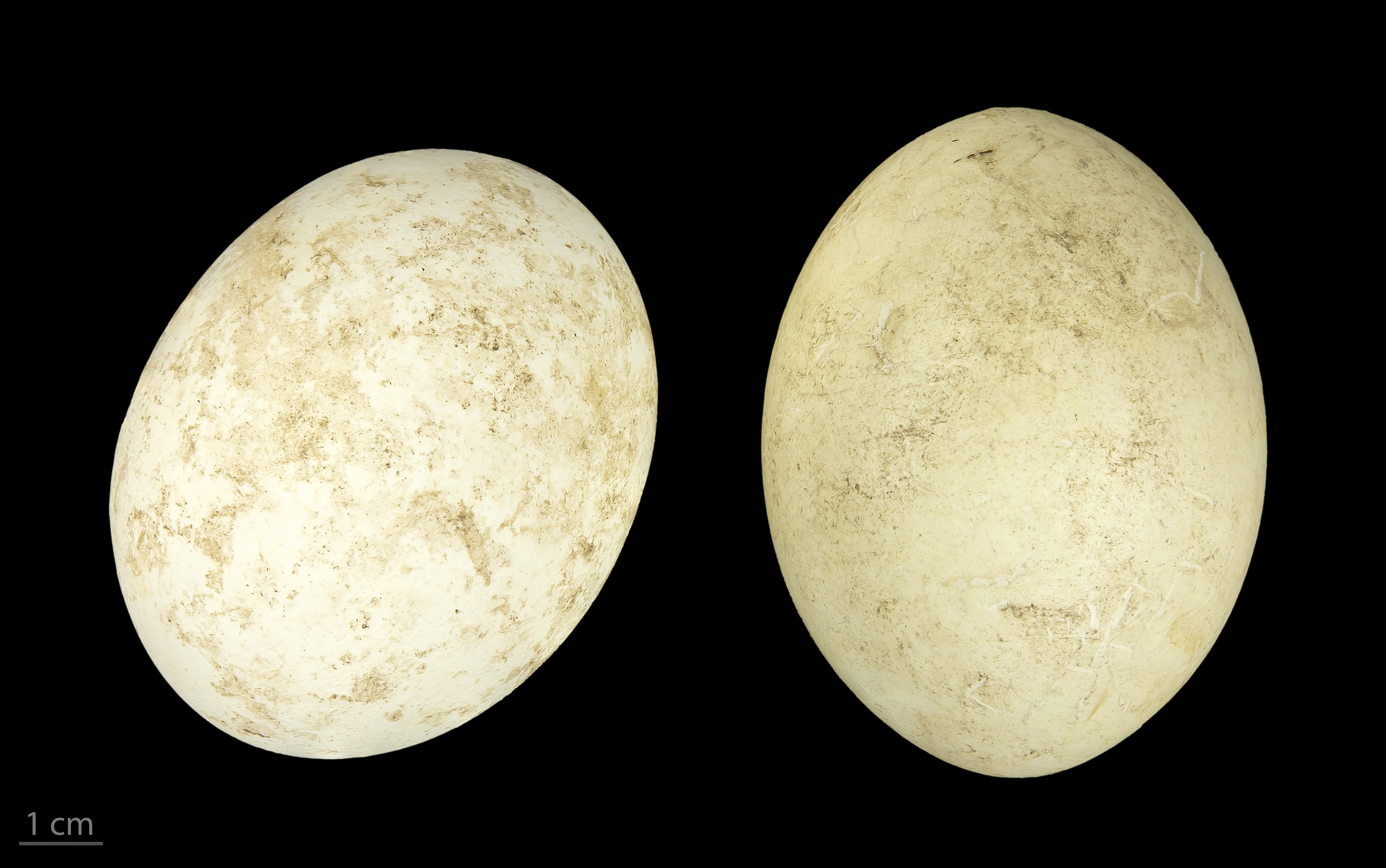
Eier der Spaltfußgans

Die Regionen, die der Spaltfußgans geeignete Lebensräume bieten, nehmen auf Grund von Entwässerungsmaßnahmen ab. Eine Reihe früherer Brutareale werden heute für den Reisanbau genutzt. Auch Uran wird im tropischen Australien in Regionen abgebaut, die die Spaltfußgans für die Aufzucht ihrer Jungen nutzt. Problematisch wirkt sich außerdem die eingeführte Mimosenart Mimosa pigra aus. In Sumpfgelände, das mit dieser Art bestanden ist, können Spaltfußgänse nicht mehr ihre Nester anlegen. Ebenfalls negativ wirkt sich die große Zahl verwilderter Wasserbüffel aus, die in den Marschregionen an Australiens Nordküste grundsätzlich ein gravierendes ökologisches Problem darstellen. Wasserbüffel verstärken durch ihre Trampelpfade und ihr Suhlen die Bodenerosion, verändern durch ihr Fressverhalten die Zusammensetzung der lokalen Flora und erleichtern durch ihr Suhlen das Eindringen von Salzwasser in Süßwasserhabitate. Sie verändern damit ihren Lebensraum so nachhaltig, dass hierdurch Flächen, die einen geeigneten Lebensraum für Spaltfußgänse darstellen, rückläufig sind.

## Ernährung
Spaltfußgänse sind auf Wasserpflanzen spezialisiert und fressen bevorzugt Wildreis. Eine wichtige Rolle in ihrer Ernährung haben auch Simsen, die die Gänse mit ihrem kräftigen Schnabel herausreißen. Obwohl ihre Verbreitung von dem Vorhandensein geeigneter Feuchtgebiete abhängt, verbringen sie viel Zeit damit, auf Riedwiesen zu grasen. Ihre Nahrung suchen sie bevorzugt in der Abend- und Morgendämmerung, sie sind gelegentlich aber auch in der Nacht oder während des Tages auf Nahrungssuche.

## Fortpflanzung
Spaltfußgänse bilden Familiengruppen, die gewöhnlich aus einem dominanten Männchen und einem dominanten Weibchen (vgl. Alphatier) sowie in der Rangfolge nachgeordneten Männchen und/oder Weibchen besteht sowie dem Nachwuchs aus der vorherigen Fortpflanzungsperiode. In der Regel sind mehr Vögel als nur die eigentlichen Elternvögel am Nestbau, Brutgeschäft und der Aufzucht der Jungen beteiligt (Bruthilfe). Sowohl an der Brut als auch an der Aufzucht sind alle ausgewachsenen Gänse einer Familiengruppe beteiligt. Allerdings trägt das dominante Männchen am meisten zum Nestbau bei. Am häufigsten sind Trios bestehend aus einem Männchen und zwei Weibchen zu beobachten. Die Paarbeziehung zwischen den dominierenden Vögeln besteht, bis einer der beiden Partnervögel stirbt. Sein Platz wird in der Regel sehr schnell von einer anderen Spaltfußgans eingenommen. Weibchen verpaaren sich gewöhnlich im Alter von zwei Jahren, Männchen dagegen erst im Alter von drei bis vier Jahren. Spaltfußgänse sind Koloniebrüter. Die größte bislang beobachtete Kolonie an Spaltfußgänsen erstreckte sich über ein Gebiet von 46 Quadratkilometer.
Die Brutzeit beginnt im Februar und reicht meist bis in den Juni hinein. Die Weibchen legen dann in das in unzugänglichem Gelände befindliche Nest, das sich auch in Baumwipfeln befinden kann, je bis zu 8 weiße Eier, so dass das gesamte Gelege gelegentlich 16 Eier umfassen kann. Die Eiablage ist innerhalb einer Brutkolonie nicht synchronisiert. Alle Mitglieder einer Familiengruppe brüten, bei in Gefangenschaft gehaltenen Spaltfußgänsen hat man beobachtet, dass in der Regel das Männchen nachtsüber auf dem Nest sitzt. In Darwin hat man beobachtet, dass der brütende Vogel häufig das Gelege nicht wärmt, sondern während der heißesten Tageszeit beschattet oder es mit nassem Gefieder sogar kühlt. Die Brutzeit beträgt 28 bis 31 Tage. Die geschlüpften Küken verlassen innerhalb der ersten 24 Stunden das Nest. Sie werden von Mitgliedern der Familiengruppe während des Tages bewacht und mindestens während der ersten drei Lebenswochen während der Nacht gehudert. Alle adulten Vögel einer Familiengruppe sind an der Fütterung der Jungvögel beteiligt. Das Füttern der Jungvögel, ein für Entenvögel verhältnismäßig ungewöhnliches Verhalten, währt die ersten vier Monate. Die fütternden Adulten lassen dabei Samen aus dem Schnabel fallen, den die Jungvögel fangen.
Die Reproduktionsrate von Spaltfußgänsen scheint nicht sehr hoch zu sein. Von den 41 Nestern, die 1957/1958 nahe der australischen Kleinstadt Humpty Doo überwacht wurden, wurden 31 teilweise oder vollständig zerstört. 220 der 304 Eier wurden dabei von Prädatoren gefressen. Auch bei in Gefangenschaft gehaltenen Spaltfußgänsen schlüpften aus 304 Eiern nur 75 Küken, die flügge wurden. Zu den Prädatoren zählen Riesenschlangen sowie die Keilschwanzmilan, die Torreskrähe, Dingos, Wasserratten und Warane. Der Weißbauch-Seeadler und Dingos stellen auch den adulten Vögeln nach.

## Systematik und Stammesgeschichte
Die Spaltfußgans teilt manche Eigenschaften mit den Wehrvögeln (Anhimidae). Dazu zählen die verhältnismäßig langen Beine, der lange Hals und die wenig entwickelten Schwimmhäute. Der breite orangegelbe bis -rote Schnabel, der zum Kopf hin zu einem mit dem Alter zunehmenden Höcker überleitet, ist dagegen wieder ein typisches Entenmerkmal. Sie wird innerhalb der Ordnung der Gänsevögel (Anseriformes) in eine eigenständige Familie gestellt, die Anseranatidae, und ist die einzige rezente Art dieser Familie. Im frühen und mittleren Tertiär war die Familie fast weltweit verbreitet. Fossilien ausgestorbener Arten der Anseranatidae aus der Periode des Paläozän fand man Nordamerika, aus dem Eozän und späten Oligozän in Europa und vom späten Oligozän bis zum untersten Miozän in Australien. Die Anseranatidae trennten sich möglicherweise schon kurz nach den Wehrvögeln (Anhimidae) kurz vor der Kreide-Paläogen-Grenze von der Evolutionslinie ab, die zu den modernen Entenvögel (Anatidae) führte.

## Haltung
Spaltfußgänse wurden bereits vor über 100 Jahren in Europa gehalten. Nach der Exportsperre, die in Australien verhängt wurde, war der Vogel über längere Zeit nur noch selten in Zoos anzutreffen, da Züchtung der Tiere kaum und nur in großen zeitlichen Abständen gelang. Der erste Zuchterfolg in menschlicher Obhut gelang 1931 in Kalifornien, den ersten in Deutschland erzielte Jahre 1989 der Berliner Zoo.